# Michaił Zinkiewicz

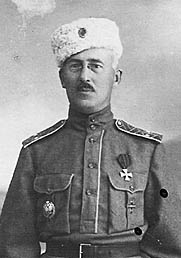
Michaił Michajłowicz Zinkiewicz

Michaił Michajłowicz Zinkiewicz, ros. Михаил Михайлович Зинкевич (ur. w 1883 r., zm. 24 grudnia 1944 r. lub w lutym 1945 r. w Bośni) – rosyjski wojskowy (generał major), emigracyjny publicysta i działacz wojskowy, dowódca junkierskiego batalionu 5 pułku Rosyjskiego Korpusu Ochronnego podczas II wojny światowej.
Ukończył władimirowski korpus kadetów w Kijowie, a następnie Michajłowską Szkołę Artylerii w Petersburgu. Służył w 6 wschodniosyberyjskiej brygadzie artylerii.
Brał udział w wojnie rosyjsko-japońskiej w latach 1904–1905. W 1910 r. ukończył nikołajewską akademię sztabu generalnego. Uczestniczył w I wojnie światowej. W 1915 r. w stopniu podpułkownika został szefem sztabu syberyjskiej kozackiej brygady walczącej na kaukaskim froncie. W 1918 r. jako pułkownik przystąpił do białych. Walczył z bolszewikami na Kubaniu w szeregach 2 dywizji piechoty jako zastępca dowódcy jednego z jej pułków. W 1920 r. w stopniu generała majora został zastępcą dowódcy aleksiejewskiej dywizji piechoty.
Po ewakuacji wojsk białych z Krymu do Gallipoli w listopadzie tego roku, zamieszkał w Bułgarii. Objął funkcję inspektora klas nikołajewskiej szkoły kawaleryjskiej. Od 1922 r. pełnił nominalną funkcję dowódcy aleksiejewskiego pułku piechoty. Jednocześnie wydawał pismo pt. „Вестник Галлиполийцев”. W okresie II wojny światowej podjął współpracę z Niemcami. Został dowódcą junkierskiego batalionu 5 pułku Rosyjskiego Korpusu Ochronnego. 24 grudnia 1944 r. lub w lutym 1945 r. zmarł od ran odniesionych w walkach z komunistycznymi partyzantami jugosłowiańskimi na północ od Sarajewa.